# Umberto Spadaro
Umberto Spadaro (né le 8 novembre 1904 à Ancône et mort le 12 octobre 1981  à Rome) est un acteur italien .

## Biographie
Umberto Spadaro est le fils de deux acteurs catanais, Rocco et Rosalia, qui jouaient dans la compagnie de Giovanni Grasso.
Il est dit qu'il a fait ses débuts à l'âge de six jours, dans les bras d'Angelo Musco.
Sa plus grande passion était le théâtre, mais il joua également pour le cinéma. Professionnellement, il a souvent collaboré avec Turi Ferro, avec lequel il créa le Teatro Stabile di Catania.
Il est le frère de l'acteur Peppino Spadaro et de l'actrice de théâtre Mariuccia Spadaro.

## Filmographie partielle
- 1944 : La fornarina d'Enrico Guazzoni
- 1946 : Malacarne de Pino Mercanti
- 1947 : Fumerie d'opium (La fumeria d'oppio) de Raffaello Matarazzo
- 1948 : Le Voleur de bicyclette de Vittorio De Sica
- 1948 : Les Années difficiles (Anni difficili) de Luigi Zampa
- 1950 : Mara fille sauvage (Il brigante Musolino) de Mario Camerini
- 1951 : La Cité des stupéfiants d'Enzo Trapani
- 1952 : Cour martiale (Il segreto delle tre punte) de Carlo Ludovico Bragaglia
- 1952 : Sérénade amère (Serenata amara) de Pino Mercanti
- 1952 : L'Ange du péché (L'eterna catena) d'Anton Giulio Majano
- 1953 : Les Passionnés (Canzone appassionata) de Giorgio Simonelli
- 1953 : Les Vaincus de Michelangelo Antonioni
- 1953 : La Fille sans homme (Un marito per Anna Zaccheo) de Giuseppe De Santis
- 1953 : L'Auberge tragique (Riscatto) de Marino Girolami
- 1953 : Duel en Sicile (Cavalleria rusticana) de Carmine Gallone
- 1954 : Larmes d'amour (Lacrime d'amore) de Pino Mercanti
- 1955 : Plus près du ciel (La catena dell'odio) de Piero Costa
- 1955 : La Grande Bagarre de don Camillo de Carmine Gallone
- 1958 : Amour et Ennuis (Amore e guai) d'Angelo Dorigo
- 1964 : Séduite et Abandonnée de Pietro Germi
- 1964 : Pour une poignée de dollars de Sergio Leone
- 1967 : Dernier Sursaut pour cinq indésirables (Ballata da un miliardo) de Gianni Puccini
- 1974 : Cavale, Tonton ! (La sbandata) d'Alfredo Malfatti et Salvatore Samperi

## Récompense
- Ruban d'argent du meilleur acteur dans un second rôle pour Mara fille sauvage